# Catedral de Nuestra Señora del Rosario (Beira)
La Catedral de Nuestra Señora del Rosario (en portugués: Catedral Metropolitana de Nossa Senhora do Rosário) se encuentra en Beira, una localidad del país africano de Mozambique y es la catedral de la arquidiócesis de Beira.
La primera piedra de la iglesia fue colocada el 25 de octubre de 1900 en el sitio donde se encuentra el primer cementerio de Beira. Las piedras de los cimientos de la nave y el altar fueron retiradas de la fortaleza de São Caetano de Sofala. La iglesia, construida en el estilo neogótico , fue inaugurada en 1925. La iglesia se remonta al inicio de la ciudad, lo que explica su modesto tamaño. Fue elevada a la catedral desde la fundación de la diócesis en 1940.